# Église de la Chaire-de-Saint-Pierre de Cambayrac
L'église de la Chaire-de-Saint-Pierre de Cambayrac est une église catholique située à Cambayrac, en France.

## Localisation
L'église de la Chaire-de-Saint-Pierre est située dans le département français du Lot, à Cambayrac.

## Historique
L'église a dû être construite à la fin du XIIe siècle ou du début du XIIIe siècle et se composait à l'origine de la nef et d'un chœur en hémicycle. Le doubleau entre les deuxième et troisième travées de la nef retombe sur des chapiteaux romans à motifs végétaux.
Les deux chapelles latérales formant faux transept et la tour escalier polygonale ne semblent pas antérieures au milieu du XVIe siècle. À la même époque, les voûtes de la nef et du chœur ont remplacé les anciennes voûtes romanes. 
La façade occidentale a été construite au XVIIe siècle. Elle est surmontée d'un pignon percé de trois baies en plein cintre. La partie supérieure du pignon a été modifiée au XVIIIe siècle. 
Pendant un voyage à Rome, le prieur Antoine Testas de Folmont a acheté sur sa cassette personnelle des marbres blancs de Carrare, roses et verts de Prato, des cartouches en plâtre, des colonnes et pilastres corinthiens. Il fréta deux bateaux pour les transporter en France. Ces marbres ont été installés entre 1715 et 1750, sur les murs du chœur et des deux anciennes chapelles nord et sud. Les murs des chapelles ont été recouverts de peintures décoratives réalisées en 1753 par le peintre Castel encadrées dans les marbres. Le second bateau n'est pas arrivé empêchant la mise en place du décor projeté pour la nef. En 1749, il a testé pour faire achever la décoration de l'église que réalise son neveu.
La chapelle funéraire date du XIXe siècle.
La rénovation des marbres a été achevée en juillet 2013 par l'atelier de restauration Parrot de Vénès.
L'édifice est inscrit au titre des monuments historiques le 5 octobre 1925.
Les éléments de mobilier et des sculptures ont été classés à titre d'objet en 1975.

## Description

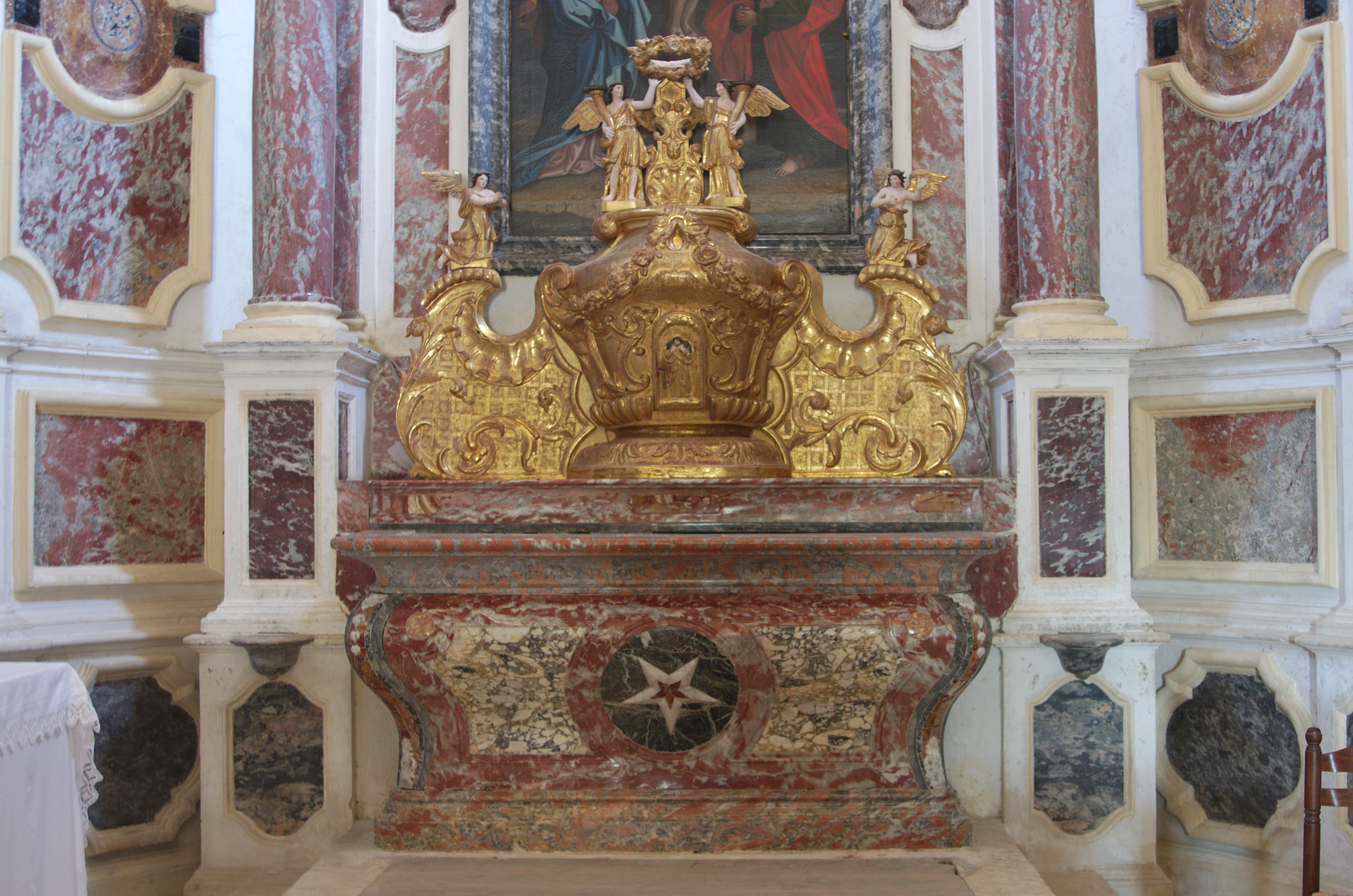
Tabernacle.

L'église est à nef unique avec trois travées et à abside semi-circulaire. Des chapelles latérales forment faux transept. Une tourelle d'escalier polygonale est accolée sur l'élévation sud. 
La nef est couverte de voûtes d'ogives ainsi que l'abside. 
Une chapelle funéraire est adossée au mur nord.